# Faza eliminatorie a Campionatului Mondial de Fotbal 2018
Faza eliminatorie din Campionatul Mondial de Fotbal 2018 FIFA este cea de-a doua și ultima etapă a competiției, după faza grupelor. Acesta a început pe 30 iunie cu runda optimilor și s-a încheiat pe 15 iulie, cu meciul finalei, care a avut loc pe Stadionul Lujniki din Moscova. Primele două echipe din fiecare grupă (16 în total) au avansat în faza eliminatorie pentru a concura într-un turneu de eliminări directe. Pentru locul al treilea al play-off-ului s-a jucat un meci între cele două echipe învinse din semifinale.
În fazele eliminatorii (inclusiv în finală), dacă meciul s-a terminat la egalitate după cele 90 de minute de joc regulamentare, s-au jucat prelungiri (două reprize a câte 15 minute), iar, ulterior, în caz de necesitate, s-au efectuat lovituri de departajare pentru a determina câștigătoarea.
Toate orele sunt listate la ora Moscovei.

## Echipele calificate
Primele două echipe plasate în fiecare din cele opt grupe s-au calificat pentru faza eliminatorie.
| Grupa | Locul unu | Locul doi  |
| ----- | --------- | ---------- |
| A     | Uruguay   | Rusia      |
| B     | Spania    | Portugalia |
| C     | Franța    | Danemarca  |
| D     | Croația   | Argentina  |
| E     | Brazilia  | Elveția    |
| F     | Suedia    | Mexic      |
| G     | Belgia    | Anglia     |
| H     | Columbia  | Japonia    |

## Clasificare
|  | Optimi de finală             | Optimi de finală |                              |       | Sferturi de finală | Sferturi de finală |                             |                             | Semifinale | Semifinale |  |  | Finala | Finala |
|  |                              |                  |                              |       |                    |                    |                             |                             |            |            |  |  |        |        |
|  | 30 iunie – Soci              |                  |                              |       |                    |                    |                             |                             |            |            |  |  |        |        |
|  |                              |                  |                              |       |                    |                    |                             |                             |            |            |  |  |        |        |
|  | Uruguay                      | 2                |                              |       |                    |                    |                             |                             |            |            |  |  |        |        |
|  | Uruguay                      | 2                | 6 iulie – Nijni Novgorod     |       |                    |                    |                             |                             |            |            |  |  |        |        |
|  | Portugalia                   | 1                |                              |       |                    |                    |                             |                             |            |            |  |  |        |        |
|  | Portugalia                   | 1                | Uruguay                      | 0     |                    |                    |                             |                             |            |            |  |  |        |        |
|  | 30 iunie – Kazan             |                  | Uruguay                      | 0     |                    |                    |                             |                             |            |            |  |  |        |        |
|  |                              | Franța           | 2                            |       |                    |                    |                             |                             |            |            |  |  |        |        |
|  | Franța                       | Franța           | 2                            | 4     |                    |                    |                             |                             |            |            |  |  |        |        |
|  | Franța                       |                  | 10 iulie – Saint Petersburg  | 4     |                    |                    |                             |                             |            |            |  |  |        |        |
|  | Argentina                    | 3                |                              |       |                    |                    |                             |                             |            |            |  |  |        |        |
|  | Argentina                    | 3                | Franța                       | 1     |                    |                    |                             |                             |            |            |  |  |        |        |
|  | 2 iulie – Samara             |                  | Franța                       | 1     |                    |                    |                             |                             |            |            |  |  |        |        |
|  |                              | Belgia           | 0                            |       |                    |                    |                             |                             |            |            |  |  |        |        |
|  | Brazilia                     | Belgia           | 0                            | 2     |                    |                    |                             |                             |            |            |  |  |        |        |
|  | Brazilia                     | 6 iulie – Kazan  |                              | 2     |                    |                    |                             |                             |            |            |  |  |        |        |
|  | Mexic                        | 0                |                              |       |                    |                    |                             |                             |            |            |  |  |        |        |
|  | Mexic                        | 0                | Brazilia                     | 1     |                    |                    |                             |                             |            |            |  |  |        |        |
|  | 2 iulie – Rostov-pe-Don      |                  | Brazilia                     | 1     |                    |                    |                             |                             |            |            |  |  |        |        |
|  |                              | Belgia           | 2                            |       |                    |                    |                             |                             |            |            |  |  |        |        |
|  | Belgia                       | Belgia           | 2                            | 3     |                    |                    |                             |                             |            |            |  |  |        |        |
|  | Belgia                       |                  | 15 iulie – Moscova (Lujniki) | 3     |                    |                    |                             |                             |            |            |  |  |        |        |
|  | Japonia                      | 2                |                              |       |                    |                    |                             |                             |            |            |  |  |        |        |
|  | Japonia                      | 2                | Franța                       | 4     |                    |                    |                             |                             |            |            |  |  |        |        |
|  | 1 iulie – Moscova (Lujniki)  |                  | Franța                       | 4     |                    |                    |                             |                             |            |            |  |  |        |        |
|  |                              | Croația          | 2                            |       |                    |                    |                             |                             |            |            |  |  |        |        |
|  | Spania                       | Croația          | 2                            | 1 (3) |                    |                    |                             |                             |            |            |  |  |        |        |
|  | Spania                       | 7 iulie – Soci   |                              | 1 (3) |                    |                    |                             |                             |            |            |  |  |        |        |
|  | Rusia (pen.)                 | 1 (4)            |                              |       |                    |                    |                             |                             |            |            |  |  |        |        |
|  | Rusia (pen.)                 | 1 (4)            | Rusia                        | 2 (3) |                    |                    |                             |                             |            |            |  |  |        |        |
|  | 1 iulie – Nijni Novgorod     |                  | Rusia                        | 2 (3) |                    |                    |                             |                             |            |            |  |  |        |        |
|  |                              | Croația (pen.)   | 2 (4)                        |       |                    |                    |                             |                             |            |            |  |  |        |        |
|  | Croația (pen.)               | Croația (pen.)   | 2 (4)                        | 1 (3) |                    |                    |                             |                             |            |            |  |  |        |        |
|  | Croația (pen.)               |                  | 11 iulie – Moscova (Lujniki) | 1 (3) |                    |                    |                             |                             |            |            |  |  |        |        |
|  | Danemarca                    | 1 (2)            |                              |       |                    |                    |                             |                             |            |            |  |  |        |        |
|  | Danemarca                    | 1 (2)            | Croația (d.p.)               | 2     |                    |                    |                             |                             |            |            |  |  |        |        |
|  | 3 iulie – Saint Petersburg   |                  | Croația (d.p.)               | 2     |                    |                    |                             |                             |            |            |  |  |        |        |
|  |                              | Anglia           | 1                            |       | Finala mică        | Finala mică        |                             |                             |            |            |  |  |        |        |
|  | Suedia                       | Anglia           | 1                            | 1     | Finala mică        | Finala mică        |                             |                             |            |            |  |  |        |        |
|  | Suedia                       | 7 iulie – Samara | 7 iulie – Samara             | 1     |                    |                    | 14 iulie – Saint Petersburg | 14 iulie – Saint Petersburg |            |            |  |  |        |        |
|  | Elveția                      | 7 iulie – Samara | 7 iulie – Samara             | 0     |                    |                    | 14 iulie – Saint Petersburg | 14 iulie – Saint Petersburg |            |            |  |  |        |        |
|  | Elveția                      | Suedia           | 0                            | 0     | Belgia             | 2                  |                             |                             |            |            |  |  |        |        |
|  | 3 iulie – Moscova (Otkrîtie) | Suedia           | 0                            |       | Belgia             | 2                  |                             |                             |            |            |  |  |        |        |
|  |                              | Anglia           | 2                            |       | Anglia             | 0                  |                             |                             |            |            |  |  |        |        |
|  | Columbia                     | Anglia           | 2                            | 1 (3) | Anglia             | 0                  |                             |                             |            |            |  |  |        |        |
|  | Columbia                     |                  |                              | 1 (3) |                    |                    |                             |                             |            |            |  |  |        |        |
|  | Anglia (pen.)                | 1 (4)            |                              |       |                    |                    |                             |                             |            |            |  |  |        |        |
|  | Anglia (pen.)                | 1 (4)            |                              |       |                    |                    |                             |                             |            |            |  |  |        |        |

Acest format are rolul de a colecta într-un singur loc informații utilizate în diferite articole.

## Optimi de finală

### Franța vs Argentina
Cele două echipe s-au confruntat reciproc în 11 meciuri anterioare, inclusiv două meciuri din faza grupelor la Cupa Mondială, ambele câștigate de Argentina (1-0 în 1930 și 2-1 în 1978).
Rezumat
Vice-campioana Europei a deschis scorul în minutul 11 prin Griezmann, în timp ce Di María a egalat în ultimele minute ale primei reprize cu un șut superb. Mercado adus Argentina în avantaj în debutul părții secunde, iar Pavard a egalat în minutul 57 pentru formația franceză. Duelul de pe Kazan Arena avea să fie tranșat de Mbappé, cel care a de două ori în minutele 64 și 68 și a oferit șansa unei calificări în sferturile de finală. Atacantul celor de la Manchester City a fost introdus în teren în minutul 67 și a reușit să marcheze în minutul 90+1 în duelul cu Franța. Agüero a oferit o ultimă speranță trupei lui Jorge Sampaoli, însă francezii s-au calificat în cele din urmă în sferturile de finală.
| Franța                                          | 4 – 3 (1 - 1) | Argentina                             |
| ----------------------------------------------- | ------------- | ------------------------------------- |
| Griezmann 13' (pen.) Pavard 57' Mbappé 64', 68' | Report        | Di María 41' Mercado 48' Agüero 90+3' |

| Franța | Argentina |

| GK               | 1  | Hugo Lloris (c)   |       |     |
| RB               | 2  | Benjamin Pavard   | 73'   |     |
| CB               | 4  | Raphaël Varane    |       |     |
| CB               | 5  | Samuel Umtiti     |       |     |
| LB               | 21 | Lucas Hernández   |       |     |
| CM               | 13 | N'Golo Kanté      |       |     |
| CM               | 6  | Paul Pogba        |       |     |
| RW               | 10 | Kylian Mbappé     |       | 89' |
| AM               | 7  | Antoine Griezmann |       | 83' |
| LW               | 14 | Blaise Matuidi    | 72'   | 75' |
| CF               | 9  | Olivier Giroud    | 90+3' |     |
| Schimbări:       |    |                   |       |     |
| MF               | 12 | Corentin Tolisso  |       | 75' |
| FW               | 18 | Nabil Fekir       |       | 83' |
| FW               | 20 | Florian Thauvin   |       | 89' |
| Manager:         |    |                   |       |     |
| Didier Deschamps |    |                   |       |     |

| GK             | 12 | Franco Armani      |       |     |
| RB             | 2  | Gabriel Mercado    |       |     |
| CB             | 17 | Nicolás Otamendi   | 90+3' |     |
| CB             | 16 | Marcos Rojo        | 11'   | 46' |
| LB             | 3  | Nicolás Tagliafico | 19'   |     |
| CM             | 15 | Enzo Pérez         |       | 66' |
| CM             | 14 | Javier Mascherano  | 43'   |     |
| CM             | 7  | Éver Banega        | 50'   |     |
| RF             | 22 | Cristian Pavón     |       | 75' |
| CF             | 10 | Lionel Messi (c)   |       |     |
| LF             | 11 | Ángel Di María     |       |     |
| Schimbări:     |    |                    |       |     |
| DF             | 6  | Federico Fazio     |       | 46' |
| FW             | 19 | Sergio Agüero      |       | 66' |
| MF             | 13 | Maximiliano Meza   |       | 75' |
| Manager:       |    |                    |       |     |
| Jorge Sampaoli |    |                    |       |     |

| Omul meciului: Kylian Mbappé (Franța) Arbitrii asistenți: Reza Sokhandan (Iran) Mohammadreza Mansouri (Iran) Al patrulea oficial: Julio Bascuñán (Chile) Al cincelea oficial: Christian Schiemann (Chile) Arbitru asistent video: Massimiliano Irrati (Italia) Arbitrii asistenți ai arbitrului video: Paweł Gil (Polonia) Carlos Astroza (Chile) Paolo Valeri (Italia) |

### Uruguay vs Portugalia
Cele două echipe s-au întâlnit în două meciuri anterioare, cel mai recent în Cupa Independenței Brazilia în 1972, meci încheiat cu o remiză: 1-1.
Rezumat
Sud-americanii au deschis scorul în minutul 7 prin Edinson Cavani, cel care a marcat cu o lovitură de cap în urma unei centrări venite din partea lui Luis Suárez. Campioana europeană a reușit egalarea în minutul 55 prin Pepe, fotbalistul celor de la Beșiktaș reușind să înscrie cu o lovitură de cap în urma unei centrări venite din partea lui Raphael Guerreiro la o fază fixă. Edinson Cavani a profitat de o inexactitate în defensivă din partea lui Pepe și a majorat scorul la 2-1 cu o execuție de finețe la colțul lung.
| Uruguay        | 2 – 1 (1 - 0) | Portugalia |
| -------------- | ------------- | ---------- |
| Cavani 7', 62' | Report        | Pepe 55'   |

| Uruguay | Portugalia |

| GK            | 1  | Fernando Muslera   |  |     |
| RB            | 22 | Martín Cáceres     |  |     |
| CB            | 2  | José Giménez       |  |     |
| CB            | 3  | Diego Godín (c)    |  |     |
| LB            | 17 | Diego Laxalt       |  |     |
| RM            | 8  | Nahitan Nández     |  | 81' |
| CM            | 14 | Lucas Torreira     |  |     |
| CM            | 15 | Matías Vecino      |  |     |
| LM            | 6  | Rodrigo Bentancur  |  | 63' |
| CF            | 9  | Luis Suárez        |  |     |
| CF            | 21 | Edinson Cavani     |  | 74' |
| Schimbări:    |    |                    |  |     |
| MF            | 7  | Cristian Rodríguez |  | 63' |
| FW            | 11 | Cristhian Stuani   |  | 74' |
| MF            | 5  | Carlos Sánchez     |  | 81' |
| Manager:      |    |                    |  |     |
| Óscar Tabárez |    |                    |  |     |

| GK              | 1  | Rui Patrício          |       |     |
| RB              | 15 | Ricardo Pereira       |       |     |
| CB              | 3  | Pepe                  |       |     |
| CB              | 6  | José Fonte            |       |     |
| LB              | 5  | Raphaël Guerreiro     |       |     |
| RM              | 11 | Bernardo Silva        |       |     |
| CM              | 14 | William Carvalho      |       |     |
| CM              | 23 | Adrien Silva          |       | 65' |
| LM              | 10 | João Mário            |       | 84' |
| CF              | 17 | Gonçalo Guedes        |       | 74' |
| CF              | 7  | Cristiano Ronaldo (c) | 90+3' |     |
| Schimbări:      |    |                       |       |     |
| FW              | 20 | Ricardo Quaresma      |       | 65' |
| FW              | 9  | André Silva           |       | 74' |
| MF              | 4  | Manuel Fernandes      |       | 84' |
| Manager:        |    |                       |       |     |
| Fernando Santos |    |                       |       |     |

| Omul meciului: Edinson Cavani (Uruguay) Arbitrii asistenți: Marvin Torrentera (Mexic) Miguel Hernández (Mexic) Al patrulea oficial: Jair Marrufo (Statele Unite) Al cincelea oficial: Corey Rockwell (Statele Unite) Arbitru asistent video: Mark Geiger (Statele Unite) Arbitrii asistenți ai arbitrului video: Bastian Dankert (Germania) Joe Fletcher (Canada) Danny Makkelie (Olanda) |

### Spania vs Rusia
Cele două echipe s-au întâlnit în șase jocuri anterioare, cel mai recent într-un amical în 2017, care s-a încheiat la egalitate, 3-3. Jucând ca echipa națională de fotbal a Uniunii Sovietice, cele două echipe s-au confruntat de alte cinci ori. Rusia are doar o victorie împotriva Spaniei.
Rezumat
Spania și Rusia au oferit unul dintre cele mai plictisitoare meciuri de la actuala ediție a Campionatului Mondial și care, probabil, ar fi durat și mai mult dacă n-ar fi existat loviturile de la 11 metri. După 120 de minute de joc în care ambele echipe au dat impresia că scopul lor era să ajungă la penaltiuri, scorul a fost 1-1. Rușii au fost cei norocoși la loteria penaltiurilor, impunându-se cu 4-3: Akinfeev a intervenit salvator la execuțiile lui Koke și Aspas, a declanșat nebunia pe stadionul din Moscova și a trimis-o acasă pe Spania, campioană mondială în 2010.
| Spania                                 | 1 – 1 (d.p.) (1 - 1,1 - 1,1 - 1) (d.p.) | Rusia                                      |
| -------------------------------------- | --------------------------------------- | ------------------------------------------ |
| Ignashevich 12' (o.g.)                 | Report                                  | Dzyuba 41' (pen.)                          |
| Iniesta · Piqué · Koke · Ramos · Aspas | 3–4                                     | Smolov · Ignashevich · Golovin · Cheryshev |

| Spania | Rusia |

| GK              | 1  | David de Gea     |     |      |
| RB              | 4  | Nacho            |     | 70'  |
| CB              | 3  | Gerard Piqué     | 40' |      |
| CB              | 15 | Sergio Ramos (c) |     |      |
| LB              | 18 | Jordi Alba       |     |      |
| CM              | 8  | Koke             |     |      |
| CM              | 5  | Sergio Busquets  |     |      |
| RW              | 21 | David Silva      |     | 67'  |
| AM              | 22 | Isco             |     |      |
| LW              | 20 | Marco Asensio    |     | 104' |
| CF              | 19 | Diego Costa      |     | 80'  |
| Schimbări:      |    |                  |     |      |
| MF              | 6  | Andrés Iniesta   |     | 67'  |
| DF              | 2  | Dani Carvajal    |     | 70'  |
| FW              | 17 | Iago Aspas       |     | 80'  |
| FW              | 9  | Rodrigo          |     | 104' |
| Manager:        |    |                  |     |      |
| Fernando Hierro |    |                  |     |      |

| GK                   | 1  | Igor Akinfeev (c)  |     |     |
| SW                   | 4  | Sergei Ignashevich |     |     |
| CB                   | 3  | Ilya Kutepov       | 54' |     |
| CB                   | 13 | Fyodor Kudryashov  |     |     |
| RWB                  | 2  | Mário Fernandes    |     |     |
| LWB                  | 18 | Yuri Zhirkov       |     | 46' |
| CM                   | 19 | Aleksandr Samedov  |     | 61' |
| CM                   | 11 | Roman Zobnin       | 71' |     |
| CM                   | 7  | Daler Kuzyayev     |     | 97' |
| CF                   | 22 | Artem Dzyuba       |     | 65' |
| CF                   | 17 | Aleksandr Golovin  |     |     |
| Schimbări:           |    |                    |     |     |
| DF                   | 14 | Vladimir Granat    |     | 46' |
| MF                   | 6  | Denis Cerîșev      |     | 61' |
| FW                   | 10 | Fyodor Smolov      |     | 65' |
| MF                   | 21 | Aleksandr Yerokhin |     | 97' |
| Manager:             |    |                    |     |     |
| Stanislav Cherchesov |    |                    |     |     |

| Omul meciului: Igor Akinfeev (Rusia) Arbitrii asistenți: Sander van Roekel (Olanda) Erwin Zeinstra (Olanda) Al patrulea oficial: Clément Turpin (Franța) Al cincelea oficial: Nicolas Danos (Franța) Arbitru asistent video: Danny Makkelie (Olanda) Arbitrii asistenți ai arbitrului video: Paweł Gil (Polonia) Mark Borsch (Germania) Felix Zwayer (Germania) |

### Croația vs Danemarca
Cele două echipe s-au întâlnit în cinci meciuri, care includ două meciuri jucate în grupa 1 pentru calificările la Cupa Mondială 1998, prima rundă care s-a terminat cu o remiză, 1-1 și returul încheiat cu victoria Danemarcei cu 3-1.
Rezumat
Nordicii au deschis scorul încă din primul minut al partidei disputate la Nijny Novgorod  prin M. Jørgensen, cel care a profitat de o bâlbâială în careul Croației și l-a învins pe Danijel Subašić. Mandžukić avea să reușească egalarea peste doar patru minute cu un șut din apropierea porții lui Schmeichel, cel care avea să devină erou în prelungiri. Goalkeeper-ul celor de la Leicester City a apărat o lovitură de la 11 metri în minutul 115 în fața lui Luka Modric și a trimis astfel meciul la loviturile de la 11 metri.
Christian Eriksen, vedeta danezilor, a ratat prima lovitură de la 11 metri, fiind ghicit de Subasic, la fel cum s-a întâmplat și la duelul dintre Badelj și Schmeichel.  După cele două ratări au urmat golurile lui Kjaer și Krohn-Dehli pe danezi, în timp ce Modric și Kramaric au punctat și ei pentru Croația. Subasic a ieșit din nou la rampă în fața lui Schone și Jorgensen, în timp ce Ivan Rakitic a marcat golul decisiv, după ce Smeichel a apărat lovitura lui Privaric.
| Croația                                        | 1 – 1 (d.p.) (1 - 1,1 - 1,1 - 1) (d.p.) | Danemarca                                            |
| ---------------------------------------------- | --------------------------------------- | ---------------------------------------------------- |
| Mandžukić 4'                                   | Report                                  | M. Jørgensen 1'                                      |
| Badelj · Kramarić · Modrić · Pivarić · Rakitić | 3–2                                     | Eriksen · Kjær · Krohn-Dehli · Schöne · N. Jørgensen |

| Croația | Danemarca |

| GK           | 23 | Danijel Subašić  |  |      |
| RB           | 2  | Šime Vrsaljko    |  |      |
| CB           | 6  | Dejan Lovren     |  |      |
| CB           | 21 | Domagoj Vida     |  |      |
| LB           | 3  | Ivan Strinić     |  | 81'  |
| CM           | 7  | Ivan Rakitić     |  |      |
| CM           | 11 | Marcelo Brozović |  | 71'  |
| RW           | 18 | Ante Rebić       |  |      |
| AM           | 10 | Luka Modrić (c)  |  |      |
| LW           | 4  | Ivan Perišić     |  | 97'  |
| CF           | 17 | Mario Mandžukić  |  | 108' |
| Schimbări:   |    |                  |  |      |
| MF           | 8  | Mateo Kovačić    |  | 71'  |
| DF           | 22 | Josip Pivarić    |  | 81'  |
| FW           | 9  | Andrej Kramarić  |  | 97'  |
| MF           | 19 | Milan Badelj     |  | 108' |
| Manager:     |    |                  |  |      |
| Zlatko Dalić |    |                  |  |      |

| GK          | 1  | Kasper Schmeichel   |      |      |
| RB          | 5  | Jonas Knudsen       |      |      |
| CB          | 4  | Simon Kjær (c)      |      |      |
| CB          | 13 | Mathias Jørgensen   | 115' |      |
| LB          | 14 | Henrik Dalsgaard    |      |      |
| CM          | 6  | Andreas Christensen |      | 46'  |
| CM          | 8  | Thomas Delaney      |      | 98'  |
| CM          | 10 | Christian Eriksen   |      |      |
| RF          | 20 | Yussuf Poulsen      |      |      |
| CF          | 21 | Andreas Cornelius   |      | 66'  |
| LF          | 11 | Martin Braithwaite  |      | 106' |
| Schimbări:  |    |                     |      |      |
| MF          | 19 | Lasse Schöne        |      | 46'  |
| FW          | 9  | Nicolai Jørgensen   |      | 66'  |
| MF          | 2  | Michael Krohn-Dehli |      | 98'  |
| FW          | 23 | Pione Sisto         |      | 106' |
| Manager:    |    |                     |      |      |
| Åge Hareide |    |                     |      |      |

| Omul meciului: Kasper Schmeichel (Danemarca) Arbitrii asistenți: Hernán Maidana (Argentina) Juan Pablo Bellati (Argentina) Al patrulea oficial: Enrique Cáceres (Paraguay) Al cincelea oficial: Eduardo Cardozo (Paraguay) Arbitru asistent video: Mauro Vigliano (Argentina) Arbitrii asistenți ai arbitrului video: Gery Vargas (Bolivia) Roberto Díaz Pérez (Spania) Daniele Orsato (Italia) |

### Brazilia vs Mexic
Cele două echipe s-au întâlnit în 40 de meciuri anterioare, inclusiv de patru ori în etapa Cupei Mondiale FIFA, trei victorii ale Braziliei și o remiză (4 – 0 în 1950, 5 – 0 în 1954, 2 – 0 în 1962 și 0 – 0 în 2014).
Rezumat
Naționala Selecao a început în forță duelul cu reprezentativa Mexicului și a avut două ocazii importante prin Gabriel Jesus și Neymar. În ciuda unei dominări sterile, brazilienii nu au reușit să treacă de zidul Ochoa în primele 45 de minute, iar duelul de la Samara s-a încheiat cu o remiză albă în prima parte. Philippe Coutinho a ratat o nouă ocazie importantă în minutul 48, în timp ce Neymar avea să deschidă scorul în minutul 51. Brazilienii s-au mulțumit până la final să mențină posesia în majoritatea momentelor și doar golul lui Roberto Firmino, intrat în locul lui Coutinho, a modificat tabela arenei până la final. Atacantul lui Liverpool a profitat de o pasă ideală trimisă de Neymar în fața porții și a punctat pentru 2-0.
| Brazilia               | 2 – 0 (0 - 0) | Mexic |
| ---------------------- | ------------- | ----- |
| Neymar 51' Firmino 88' | Report        |       |

| Brazilia | Mexic |

| GK         | 1  | Alisson           |     |       |
| RB         | 22 | Fagner            |     |       |
| CB         | 2  | Thiago Silva (c)  |     |       |
| CB         | 3  | Miranda           |     |       |
| LB         | 6  | Filipe Luís       | 43' |       |
| CM         | 15 | Paulinho          |     | 80'   |
| CM         | 5  | Casemiro          | 59' |       |
| RW         | 19 | Willian           |     | 90+1' |
| AM         | 11 | Philippe Coutinho |     | 86'   |
| LW         | 10 | Neymar            |     |       |
| CF         | 9  | Gabriel Jesus     |     |       |
| Schimbări: |    |                   |     |       |
| MF         | 17 | Fernandinho       |     | 80'   |
| FW         | 20 | Roberto Firmino   |     | 86'   |
| DF         | 13 | Marquinhos        |     | 90+1' |
| Manager:   |    |                   |     |       |
| Tite       |    |                   |     |       |

| GK                 | 13 | Guillermo Ochoa     |       |     |
| RB                 | 21 | Edson Álvarez       | 38'   | 55' |
| CB                 | 2  | Hugo Ayala          |       |     |
| CB                 | 3  | Carlos Salcedo      | 77'   |     |
| LB                 | 23 | Jesús Gallardo      |       |     |
| CM                 | 16 | Héctor Herrera      | 55'   |     |
| CM                 | 4  | Rafael Márquez (c)  |       | 46' |
| CM                 | 18 | Andrés Guardado     | 90+2' |     |
| RF                 | 11 | Carlos Vela         |       |     |
| CF                 | 14 | Javier Hernández    |       | 60' |
| LF                 | 22 | Hirving Lozano      |       |     |
| Schimbări:         |    |                     |       |     |
| MF                 | 7  | Miguel Layún        |       | 46' |
| MF                 | 6  | Jonathan dos Santos |       | 55' |
| FW                 | 9  | Raúl Jiménez        |       | 60' |
| Manager:           |    |                     |       |     |
| Juan Carlos Osorio |    |                     |       |     |

| Omul meciului: Neymar (Brazilia) Arbitrii asistenți: Elenito Di Liberatore (Italia) Mauro Tonolini (Italia) Al patrulea oficial: Antonio Mateu Lahoz (Spania) Al cincelea oficial: Pau Cebrián Devís (Spania) Arbitru asistent video: Massimiliano Irrati (Italia) Arbitrii asistenți ai arbitrului video: Paweł Gil (Polonia) Carlos Astroza (Chile) Daniele Orsato (Italia |

### Belgia vs Japonia
Cele două echipe s-au confruntat reciproc în 5 meciuri anterioare, inclusiv un meci de Cupa Mondială în faza grupelor în 2002, care s-a încheiat cu 2 – 2. Întâlnirea lor cea mai recentă a venit într-un amical în 2017, o victorie a Belgiei cu 1 - 0.
Rezumat
Belgia a câștigat cu 3-2 partida cu Japonia din optimile de finală ale Campionatului Mondial 2018, la finalul unei partide în care niponii au condus cu 2-0. Elevii lui Roberto Martinez au marcat golul victoriei în minutele de prelungire, la finalul unui contratac excelent. Japonia a deschis scorul în minutul 48 prin Haraguchi, cel care a reușit o cursă superbă pe flancul drept și l-a învins pe Thibaut Courtois. Inui a majorat avantajul în minutul 52 cu un șut minunat din afara careului.
Europenii au reușit egalarea în doar patru minute prin golurile lui Vertonghen și Fellaini, al doilea fiind introdus pe teren în repriza secundă. Revenirea belgienilor s-a finalizat în minutele de prelungire, atunci când Chadli, un al jucător venit de pe banca de rezerve, a finalizat perfect un contraatac superb.
| Belgia                                   | 3 - 2 (0 - 0) | Japonia                |
| ---------------------------------------- | ------------- | ---------------------- |
| Vertonghen 69' Fellaini 74' Chadli 90+4' | Report        | Haraguchi 48' Inui 52' |

| Belgia | Japonia |

| GK               | 1  | Thibaut Courtois  |  |     |
| CB               | 2  | Toby Alderweireld |  |     |
| CB               | 4  | Vincent Kompany   |  |     |
| CB               | 5  | Jan Vertonghen    |  |     |
| RM               | 15 | Thomas Meunier    |  |     |
| CM               | 7  | Kevin De Bruyne   |  |     |
| CM               | 6  | Axel Witsel       |  |     |
| LM               | 11 | Yannick Carrasco  |  | 65' |
| RF               | 14 | Dries Mertens     |  | 65' |
| CF               | 9  | Romelu Lukaku     |  |     |
| LF               | 10 | Eden Hazard (c    |  |     |
| Schimbări:       |    |                   |  |     |
| MF               | 8  | Marouane Fellaini |  | 65' |
| MF               | 22 | Nacer Chadli      |  | 65' |
| Manager:         |    |                   |  |     |
| Roberto Martínez |    |                   |  |     |

| GK            | 1  | Eiji Kawashima    |     |     |
| RB            | 19 | Hiroki Sakai      |     |     |
| CB            | 22 | Maya Yoshida      |     |     |
| CB            | 3  | Gen Shoji         |     |     |
| LB            | 5  | Yuto Nagatomo     |     |     |
| CM            | 17 | Makoto Hasebe (c) |     |     |
| CM            | 7  | Gaku Shibasaki    | 40' | 81' |
| RW            | 8  | Genki Haraguchi   |     | 81' |
| AM            | 10 | Shinji Kagawa     |     |     |
| LW            | 14 | Takashi Inui      |     |     |
| CF            | 15 | Yuya Osako        |     |     |
| Schimbări:    |    |                   |     |     |
| MF            | 16 | Hotaru Yamaguchi  |     | 81' |
| MF            | 4  | Keisuke Honda     |     | 81' |
| Manager:      |    |                   |     |     |
| Akira Nishino |    |                   |     |     |

| Omul meciului: Eden Hazard (Belgia) Arbitrii asistenți: Djibril Camara (Senegal) El Hadji Samba (Senegal) Al patrulea oficial: Bakary Gassama (Gambia) Al cincelea oficial: Jean Claude Birumushahu (Burundi) Arbitru asistent video: Felix Zwayer (Germania) Arbitrii asistenți ai arbitrului video: Clément Turpin (Franța) Mark Borsch (Germania) Danny Makkelie (Olanda) |

### Suedia vs Elveția
Cele două echipe s-au confruntat în 28 de meciuri anterioare, care includ trei meciuri în Grupa 1 a calificărilor de la Campionatul Mondial din 1962, Elveția câștigând de două ori (3-2 și 2-1) și Suedia o dată (4-0), și, de asemenea, de două ori în calificările pentru Cupa Mondială din 1978, ambele meciuri încheiate cu victoria Suediei cu 2-1.
Rezumat
Partida dintre Suedia și Elveția aproape că i-a adormit pe suporterii prezenți pe arena din Sankt Petersburg. Două echipe prudente, un joc modest și fără prea multe ocazii de a marca. Doar o sclipire a vreunui jucător sau o greșeală putea să deblocheze tabela. Norocul le-a surâs nordicilor în minutul 66, la un șut în forță a lui Forsberg de la marginea careului de 16 metri. Akanji a deviat nefericit, iar mingea a ajuns în poarta lui Sommer. Elveția a avut o mare șansă de a egala în prelungiri, dar Olsen a intervenit salvator, iar Suedia a încheiat învingătoare și merge în sferturile competiției din Rusia. 
| Suedia       | 1 - 0 (0 - 0) | Elveția |
| ------------ | ------------- | ------- |
| Forsberg 66' | Report        |         |

| Suedia | Elveția |

| GK              | 1  | Robin Olsen           |     |       |
| RB              | 2  | Mikael Lustig         | 31' | 82'   |
| CB              | 3  | Victor Lindelöf       |     |       |
| CB              | 4  | Andreas Granqvist (c) |     |       |
| LB              | 6  | Ludwig Augustinsson   |     |       |
| RM              | 17 | Viktor Claesson       |     |       |
| CM              | 13 | Gustav Svensson       |     |       |
| CM              | 8  | Albin Ekdal           |     |       |
| LM              | 10 | Emil Forsberg         |     | 82'   |
| CF              | 9  | Marcus Berg           |     | 90+1' |
| CF              | 20 | Ola Toivonen          |     |       |
| Schimbări:      |    |                       |     |       |
| DF              | 5  | Martin Olsson         |     | 82'   |
| DF              | 16 | Emil Krafth           |     | 82'   |
| FW              | 22 | Isaac Kiese Thelin    |     | 90+1' |
| Manager:        |    |                       |     |       |
| Janne Andersson |    |                       |     |       |

| GK                | 1  | Yann Sommer       |       |     |
| RB                | 6  | Michael Lang      | 90+4' |     |
| CB                | 20 | Johan Djourou     |       |     |
| CB                | 5  | Manuel Akanji     |       |     |
| LB                | 13 | Ricardo Rodríguez |       |     |
| CM                | 11 | Valon Behrami (c) | 61'   |     |
| CM                | 10 | Granit Xhaka      | 68'   |     |
| RW                | 23 | Xherdan Shaqiri   |       |     |
| AM                | 15 | Blerim Džemaili   |       | 73' |
| LW                | 14 | Steven Zuber      |       | 73' |
| CF                | 19 | Josip Drmić       |       |     |
| Schimbări:        |    |                   |       |     |
| FW                | 9  | Haris Seferović   |       | 73' |
| FW                | 7  | Breel Embolo      |       | 73' |
| Manager:          |    |                   |       |     |
| Vladimir Petković |    |                   |       |     |

| Omul meciului: Emil Forsberg (Suedia) Arbitrii asistenți: Jure Praprotnik (Slovenia) Robert Vukan (Slovenia) Al patrulea oficial: Nawaf Shukralla (Bahrain) Al cincelea oficial: Yaser Tulefat (Bahrain) Arbitru asistent video: Daniele Orsato (Italia) Arbitrii asistenți ai arbitrului video: Bastian Dankert (Germania) Roberto Díaz Pérez (Spania) Massimiliano Irrati (Italia) |

### Columbia vs Anglia
Cele două echipe s-au confruntat în 5 meciuri anterioare, inclusiv un meci de Cupa Mondială în faza grupelor în 1998, unde Anglia a câștigat cu 2 – 0. Întâlnirea lor cea mai recentă a venit într-un amical în 2005, un 3-2 în favoarea Angliei.
Rezumat
Harry Kane a avut prima ocazie importantă de gol la finalul primelor 15 minute, însă fără efect pe tabela de marcaj. Englezii au dominat categoric prima repriză și puteau beneficia de o lovitură de la 11 metri după ce Wilmar Barrios l-a lovit cu capul în figură pe Jordan Henderson. Totuși, britanicii au obținut în cele din urmă un penalty după faza în care Harry Kane a fost faultat de către Carlos Sanchez. Golgheterul Mondialului a marcat și a stabilit noi recorduri la turneul final. Yerri Mina, fotbalistul Barcelonei, avea să salveze naționala Columbiei la ultima fază din timpul regulamentar cu un gol marcat superb cu capul. Reușita fundașului central a trimis partida în prelungiri, iar după 30 de minute cele două formații au ajuns la loviturile de la 11 metri. Radamel Falcao, Juan Cuadrado, Luis Muriel, Harry Kane și Marcus Rashford au înscris de la punctul cu var. Jordan Henderson și Uribe au ratat pentru cele două echipe, înainte ca Trippier să marcheze.  Carlos Bacca a ratat din nou pentru Columbia, în timp ce Eric Dier a transformat penalty-ul decisiv.
| Columbia                                     | 1 - 1 (d.p.) (0 - 0,1 - 1,1 - 1) (d.p.) | Anglia                                        |
| -------------------------------------------- | --------------------------------------- | --------------------------------------------- |
| Mina 90+3'                                   | Report                                  | Kane 57' (pen.)                               |
| Falcao Ju. Cuadrado · Muriel · Uribe · Bacca | 3–4                                     | Kane · Rashford · Henderson · Trippier · Dier |

| Columbia | Anglia |

| GK            | 1  | David Ospina           |      |      |
| RB            | 4  | Santiago Arias         | 52'  | 116' |
| CB            | 13 | Yerry Mina             |      |      |
| CB            | 23 | Dávinson Sánchez       |      |      |
| LB            | 17 | Johan Mojica           |      |      |
| CM            | 5  | Wílmar Barrios         | 41'  |      |
| CM            | 6  | Carlos Sánchez         | 54'  | 79'  |
| CM            | 16 | Jefferson Lerma        |      | 61'  |
| RW            | 11 | Juan Cuadrado          | 118' |      |
| LW            | 20 | Juan Fernando Quintero |      | 88'  |
| CF            | 9  | Radamel Falcao (c)     | 63'  |      |
| Schimbări:    |    |                        |      |      |
| FW            | 7  | Carlos Bacca           | 64'  | 61'  |
| MF            | 15 | Mateus Uribe           |      | 79'  |
| FW            | 14 | Luis Muriel            |      | 88'  |
| DF            | 2  | Cristián Zapata        |      | 116' |
| Manager:      |    |                        |      |      |
| José Pékerman |    |                        |      |      |

| GK               | 1  | Jordan Pickford  |     |      |
| CB               | 2  | Kyle Walker      |     | 113' |
| CB               | 5  | John Stones      |     |      |
| CB               | 6  | Harry Maguire    |     |      |
| DM               | 8  | Jordan Henderson | 56' |      |
| CM               | 20 | Dele Alli        |     | 81'  |
| CM               | 7  | Jesse Lingard    | 69' |      |
| RM               | 12 | Kieran Trippier  |     |      |
| LM               | 18 | Ashley Young     |     | 102' |
| CF               | 10 | Raheem Sterling  |     | 88'  |
| CF               | 9  | Harry Kane (c)   |     |      |
| Schimbări:       |    |                  |     |      |
| MF               | 4  | Eric Dier        |     | 81'  |
| FW               | 11 | Jamie Vardy      |     | 88'  |
| DF               | 3  | Danny Rose       |     | 102' |
| FW               | 19 | Marcus Rashford  |     | 113' |
| Manager:         |    |                  |     |      |
| Gareth Southgate |    |                  |     |      |

| Omul meciului: Harry Kane (Anglia) Arbitrii asistenți: Joe Fletcher (Canada) Frank Anderson (Statele Unite) Al patrulea oficial: Matthew Conger (Noua Zeelandă) Al cincelea oficial: Simon Lount (Noua Zeelandă) Arbitru asistent video: Danny Makkelie (Olanda) Arbitrii asistenți ai arbitrului video: Paweł Gil (Polonia) Carlos Astroza (Chile) Mauro Vigliano (Argentina) |

## Sferturi de finală

### Uruguay vs Franța
Cele două echipe s-au confruntat între ele în 8 meciuri anterioare, inclusiv trei meciuri din cadrul Campionatului Mondial (2 – 1 pentru Uruguay în 1966 și două rezultate de 0 – 0 în 2002 și 2010).
Rezumat
Vice-campioana europeană a deschis scorul în minutul 40 prin Raphael Varane, fundașul celor de la Real Madrid. Stoperul francez a marcat cu o lovitură superbă de cap în urma unei centrări excelente venite din partea lui Antoine Griezmann. Sud-americanii au încercat să revină rapid pe tabelă, însă lovitura de cap a lui Martin Caceres a apărată superb de Hugo Lloris. Fernando Muslera a comis o gafă de proporții în minutul 61, la un șut trimis de Antoine Griezmann pe care l-a scăpat în poartă. Greșeala portarului de la Galatasaray a compromis definitiv șansele naționalei din Uruguay.
| Uruguay | 0 – 2 (0 - 1) | Franța                   |
| ------- | ------------- | ------------------------ |
|         | Report        | Varane 40' Griezmann 61' |

| Uruguay | Franța |

| GK            | 1  | Fernando Muslera       |     |     |
| RB            | 22 | Martín Cáceres         |     |     |
| CB            | 2  | José Giménez           |     |     |
| CB            | 3  | Diego Godín (c)        |     |     |
| LB            | 17 | Diego Laxalt           |     |     |
| RM            | 8  | Nahitan Nández         |     | 73' |
| CM            | 14 | Lucas Torreira         |     |     |
| CM            | 15 | Matías Vecino          |     |     |
| LM            | 6  | Rodrigo Bentancur      | 38' | 59' |
| CF            | 9  | Luis Suárez            |     |     |
| CF            | 11 | Cristhian Stuani       |     | 59' |
| Schimbări:    |    |                        |     |     |
| FW            | 18 | Maxi Gómez             |     | 59' |
| MF            | 7  | Cristian Rodríguez     | 69' | 59' |
| FW            | 20 | Jonathan Urretaviscaya |     | 73' |
| Manager:      |    |                        |     |     |
| Óscar Tabárez |    |                        |     |     |

| GK               | 1  | Hugo Lloris (c)   |     |       |
| RB               | 2  | Benjamin Pavard   |     |       |
| CB               | 4  | Raphaël Varane    |     |       |
| CB               | 5  | Samuel Umtiti     |     |       |
| LB               | 21 | Lucas Hernández   | 33' |       |
| CM               | 6  | Paul Pogba        |     |       |
| CM               | 13 | N'Golo Kanté      |     |       |
| RW               | 10 | Kylian Mbappé     | 69' | 88'   |
| AM               | 7  | Antoine Griezmann |     | 90+3' |
| LW               | 12 | Corentin Tolisso  |     | 80'   |
| CF               | 9  | Olivier Giroud    |     |       |
| Schimbări:       |    |                   |     |       |
| MF               | 15 | Steven Nzonzi     |     | 80'   |
| FW               | 11 | Ousmane Dembélé   |     | 88'   |
| FW               | 18 | Nabil Fekir       |     | 90+3' |
| Manager:         |    |                   |     |       |
| Didier Deschamps |    |                   |     |       |

| Omul meciului: Antoine Griezmann (Franța) Arbitrii asistenți: Hernán Maidana (Argentina) Juan Pablo Bellati (Argentina) Al patrulea oficial: Alireza Faghani (Iran) Al cincelea oficial: Reza Sokhandan (Iran) Arbitru asistent video: Massimiliano Irrati (Italia) Arbitrii asistenți ai arbitrului video: Mauro Vigliano (Argentina) Carlos Astroza (Chile) Paolo Valeri (Italia) |

### Brazilia vs Belgia
Echipele s-au întâlnit în 4 meciuri anterioare. Întâlnirea lor cea mai recentă a venit într-un meci de Cupa Mondială, faza eliminatorie din 2002, Brazilia câștigând cu scorul de 2 – 0 și avansând în sferturile de finală. Acest meci a fost, de asemenea, singura dată când cele două echipe s-au întâlnit într-o cupă mondială.
Rezumat
Trupa antrenată de Roberto Martinez a deschis scorul în minutul 13 datorită unui autogol marcat de Fernandinho, cel care și-a înscris în propria poartă cu mâna. Belgienii s-au plasat în defensivă, însă au lovit din nou pe contraatac în minutul 31 prin Kevin De Bruyne, autorul unui șut perfect care s-a oprit în poarta lui Allison Becker. Renato Augusto, intrat pe teren în minutul 73, a marcat în minutul 76, cu o lovitură perfectă de cap în urma unei centrări venite de la Philippe Coutinho. Noul intrat a fost la un pas să aducă și egalarea în minutele de final, dar a ratat un șut dintr-o poziție bună.
| Brazilia           | 1 - 2 (0 - 2) | Belgia                               |
| ------------------ | ------------- | ------------------------------------ |
| Renato Augusto 76' | Report        | Fernandinho 13' (o.g.) De Bruyne 31' |

| Brazilia | Belgia |

| GK         | 1  | Alisson           |     |     |
| RB         | 22 | Fagner            | 90' |     |
| CB         | 2  | Thiago Silva      |     |     |
| CB         | 3  | Miranda (c)       |     |     |
| LB         | 12 | Marcelo           |     |     |
| CM         | 15 | Paulinho          |     | 73' |
| CM         | 17 | Fernandinho       | 85' |     |
| RW         | 19 | Willian           |     | 46' |
| AM         | 11 | Philippe Coutinho |     |     |
| LW         | 10 | Neymar            |     |     |
| CF         | 9  | Gabriel Jesus     |     | 58' |
| Schimbări: |    |                   |     |     |
| FW         | 20 | Roberto Firmino   |     | 46' |
| FW         | 7  | Douglas Costa     |     | 58' |
| MF         | 8  | Renato Augusto    |     | 73' |
| Manager:   |    |                   |     |     |
| Tite       |    |                   |     |     |

| GK               | 1  | Thibaut Courtois  |     |     |
| CB               | 2  | Toby Alderweireld | 47' |     |
| CB               | 4  | Vincent Kompany   |     |     |
| CB               | 5  | Jan Vertonghen    |     |     |
| RM               | 15 | Thomas Meunier    | 71' |     |
| CM               | 8  | Marouane Fellaini |     |     |
| CM               | 6  | Axel Witsel       |     |     |
| LM               | 22 | Nacer Chadli      |     | 83' |
| RF               | 7  | Kevin De Bruyne   |     |     |
| CF               | 9  | Romelu Lukaku     |     | 87' |
| LF               | 10 | Eden Hazard (c)   |     |     |
| Schimbări:       |    |                   |     |     |
| DF               | 3  | Thomas Vermaelen  |     | 83' |
| MF               | 17 | Youri Tielemans   |     | 87' |
| Manager:         |    |                   |     |     |
| Roberto Martínez |    |                   |     |     |

| Omul meciului: Kevin De Bruyne (Belgia) Arbitrii asistenți: Milovan Ristić (Serbia) Dalibor Đurđević (Serbia) Al patrulea oficial: Jair Marrufo (Statele Unite) Al cincelea oficial: Corey Rockwell (Statele Unite) Arbitru asistent video: Daniele Orsato (Italia) Arbitrii asistenți ai arbitrului video: Paweł Gil (Polonia) Mark Borsch (Germania) Felix Zwayer (Germania) |

### Suedia vs Anglia
Echipele s-au confruntat între ele în 23 de meciuri anterioare, inclusiv de două ori în faza grupelor la Cupa Mondială FIFA, ambele meciuri s-au încheiat cu remiză (1 – 1 în 2002 și 2 – 2 în 2006). Întâlnirea lor cea mai recentă a venit într-un amical în 2012, un 4-2 pentru Suedia.
Rezumat
Formația britanică a trecut de Suedia cu 2-0, într-o partidă în care Harry Maguire și Dele Alli au înscris golurile trupei lui Southgate. Maguire a deschis scorul în minutul 30 cu o lovitură de cap în urma unui corner executat excelent de către Ashley Young. Avantajul englezilor a fost majorat în minutul 59 de către Dele Alli, mijlocașul celor de la Tottenham reușind și el să înscrie cu o lovitură de cap la o centrare venită de la Jesse Lingard.
| Suedia | 0 - 2 (0 - 1) | Anglia               |
| ------ | ------------- | -------------------- |
|        | Report        | Maguire 30' Alli 59' |

| Suedia | Anglia |

| GK              | 1  | Robin Olsen           |       |     |
| RB              | 16 | Emil Krafth           |       | 85' |
| CB              | 3  | Victor Lindelöf       |       |     |
| CB              | 4  | Andreas Granqvist (c) |       |     |
| LB              | 6  | Ludwig Augustinsson   |       |     |
| RM              | 17 | Viktor Claesson       |       |     |
| CM              | 7  | Sebastian Larsson     | 90+4' |     |
| CM              | 8  | Albin Ekdal           |       |     |
| LM              | 10 | Emil Forsberg         |       | 65' |
| CF              | 9  | Marcus Berg           |       |     |
| CF              | 20 | Ola Toivonen          |       | 65' |
| Schimbări:      |    |                       |       |     |
| FW              | 11 | John Guidetti         | 88'   | 65' |
| DF              | 5  | Martin Olsson         |       | 65' |
| DF              | 18 | Pontus Jansson        |       | 85' |
| Manager:        |    |                       |       |     |
| Janne Andersson |    |                       |       |     |

| GK               | 1  | Jordan Pickford  |     |       |
| CB               | 2  | Kyle Walker      |     |       |
| CB               | 5  | John Stones      |     |       |
| CB               | 6  | Harry Maguire    | 87' |       |
| DM               | 8  | Jordan Henderson |     | 85'   |
| CM               | 20 | Dele Alli        |     | 77'   |
| CM               | 7  | Jesse Lingard    |     |       |
| RM               | 12 | Kieran Trippier  |     |       |
| LM               | 18 | Ashley Young     |     |       |
| CF               | 10 | Raheem Sterling  |     | 90+1' |
| CF               | 9  | Harry Kane (c)   |     |       |
| Schimbări:       |    |                  |     |       |
| DF               | 17 | Fabian Delph     |     | 77'   |
| MF               | 4  | Eric Dier        |     | 85'   |
| FW               | 19 | Marcus Rashford  |     | 90+1' |
| Manager:         |    |                  |     |       |
| Gareth Southgate |    |                  |     |       |

| Omul meciului: Jordan Pickford (Anglia) Arbitrii asistenți: Sander van Roekel (Olanda) Erwin Zeinstra (Olanda) Al patrulea oficial: Antonio Mateu Lahoz (Spania) Al cincelea oficial: Pau Cebrián Devís (Spania) Arbitru asistent video: Danny Makkelie (Olanda) Arbitrii asistenți ai arbitrului video: Bastian Dankert (Germania) Carlos Astroza (Chile) Felix Zwayer (Germania) |

### Rusia vs Croația
Echipele s-au confruntat între ele în 3 meciuri anterioare. Reuniunea lor cea mai recentă a venit într-un amical în 2015, un 3-1 pentru Croația.
Rezumat
Denis Cerîșev a deschis scorul în minutul 31 cu un gol superb de la aproximativ 20 de metri de poarta lui Subasic. Croații au revenit rapid în joc prin Andrej Kramaric, cel care a înscris cu capul în urma unei centrări venit de la Mario Mandzukic.
Cele două formații au avut nevoie de prelungiri și penalty-uril la partida din sferturile de finală, la fel cum s-a întâmplat în optimile de finală, fază în care Rusia a învins Spania la loviturile de la 11 metri, iar Croația a trecut de Danemarca prin același procedeu. Croația a condus cu 2-1 în reprizele suplimentare după golul lui Domagoj Vida, însă Mario Fernandes a egalat în minutul 115 și a trimis meciul la penalty-uri. Smolov și Fernandes au ratat pentru Rusia, în timp ce Dzagoev, Igansevich și Kuziaev au transformat. Brozovic, Modric, Vida și Rakitic au marcat pentru Croația, iar Kovacic a fost singurul care a ratat.
| Rusia                                                 | 2 - 2 (d.p.) (1 - 0,1 - 1,2 - 2) (d.p.) | Croația                                      |
| ----------------------------------------------------- | --------------------------------------- | -------------------------------------------- |
| Cheryshev 31' Fernandes 115'                          | Report                                  | Kramarić 39' Vida 101'                       |
| Smolov · Dzagoev · Fernandes · Ignashevich · Kuzyayev | 3–4                                     | Brozović · Kovačić · Modrić · Vida · Rakitić |

| Rusia | Croația |

| GK                   | 1  | Igor Akinfeev (c)  |      |      |
| RB                   | 2  | Mário Fernandes    |      |      |
| CB                   | 3  | Ilya Kutepov       |      |      |
| CB                   | 4  | Sergei Ignashevich |      |      |
| LB                   | 13 | Fyodor Kudryashov  |      |      |
| CM                   | 11 | Roman Zobnin       |      |      |
| CM                   | 7  | Daler Kuzyayev     |      |      |
| RW                   | 19 | Aleksandr Samedov  |      | 54'  |
| AM                   | 17 | Aleksandr Golovin  |      | 102' |
| LW                   | 6  | Denis Cheryshev    |      | 67'  |
| CF                   | 22 | Artem Dzyuba       |      | 79'  |
| Schimbări:           |    |                    |      |      |
| MF                   | 21 | Aleksandr Yerokhin |      | 54'  |
| FW                   | 10 | Fyodor Smolov      |      | 67'  |
| MF                   | 8  | Yury Gazinsky      | 109' | 79'  |
| MF                   | 9  | Alan Dzagoev       |      | 102' |
| Manager:             |    |                    |      |      |
| Stanislav Cherchesov |    |                    |      |      |

| GK           | 23 | Danijel Subašić  |      |     |
| RB           | 2  | Šime Vrsaljko    |      | 97' |
| CB           | 6  | Dejan Lovren     | 35'  |     |
| CB           | 21 | Domagoj Vida     | 101' |     |
| LB           | 3  | Ivan Strinić     | 38'  | 74' |
| CM           | 7  | Ivan Rakitić     |      |     |
| CM           | 10 | Luka Modrić (c)  |      |     |
| RW           | 18 | Ante Rebić       |      |     |
| AM           | 9  | Andrej Kramarić  |      | 88' |
| LW           | 4  | Ivan Perišić     |      | 63' |
| CF           | 17 | Mario Mandžukić  |      |     |
| Schimbări:   |    |                  |      |     |
| MF           | 11 | Marcelo Brozović |      | 63' |
| DF           | 22 | Josip Pivarić    | 114' | 74' |
| MF           | 8  | Mateo Kovačić    |      | 88' |
| DF           | 5  | Vedran Ćorluka   |      | 97' |
| Manager:     |    |                  |      |     |
| Zlatko Dalić |    |                  |      |     |

| Omul meciului: Luka Modrić (Croatia) Arbitrii asistenți: Emerson de Carvalho (Brazilia) Marcelo Van Gasse (Brazilia) Al patrulea oficial: Janny Sikazwe (Zambia) Al cincelea oficial: Jerson Dos Santos (Angola) Arbitru asistent video: Massimiliano Irrati (Italia) Arbitrii asistenți ai arbitrului video: Wilton Sampaio (Brazilia) Roberto Díaz Pérez (Spania) Paolo Valeri (Italia) |

## Semifinale
Pentru prima dată după 1966, toate câștigătoarele multiple ale Cupei Mondiale au fost eliminate înainte de semifinale. Aceasta este, de asemenea, prima dată când nici una dintre echipele Braziliei, Germaniei sau Argentinei nu a ajuns în semifinale.

### Franța vs Belgia
Echipele s-au confruntat între ele în 73 de meciuri anterioare, inclusiv de două ori la Cupa Mondială, Franța câștigând ambele meciuri: 3 – 1 în runda de optimilor în 1938 și 4 – 2 în finala mică în 1986. Întâlnirea lor cea mai recentă a venit într-un amical în 2015, un 4 - 3 pentru Belgia.
Rezumat
Franța este prima echipă calificată în finala Campionatului Mondial 2018, după un succes la limită, 1-0, în fața Belgiei. Samuel Umtiti a marcat unicul gol al partidei, în debutul reprizei saecunde, în urma unui corner executat perfect de Antoine Griezmann. Belgia a început excelent partida disputată la Sankt Petersburg și a avut marile ocazii din debutul jocului prin Eden Hazard și Toby Alderweireld, însă Hugo Lloris s-a aflat la post de fiecare dată.  Franța a pus pentru prima dată în pericol poarta adversă la ocazia lui Benjamin Pavard. Franța a dat lovitura în minutul 51 prin Samuel Umtiti, iar belgienii nu au reușit să desfacă apărarea exactă a fotbaliștilor din Hexagon până în final.
| Franța     | 1 - 0 (0 - 0) | Belgia |
| ---------- | ------------- | ------ |
| Umtiti 51' | Report        |        |

| Franța | Belgia |

| GK               | 1  | Hugo Lloris (c)   |       |     |
| RB               | 2  | Benjamin Pavard   |       |     |
| CB               | 4  | Raphaël Varane    |       |     |
| CB               | 5  | Samuel Umtiti     |       |     |
| LB               | 21 | Lucas Hernández   |       |     |
| CM               | 6  | Paul Pogba        |       |     |
| CM               | 13 | N'Golo Kanté      | 87'   |     |
| RW               | 10 | Kylian Mbappé     | 90+3' |     |
| AM               | 7  | Antoine Griezmann |       |     |
| LW               | 14 | Blaise Matuidi    |       | 86' |
| CF               | 9  | Olivier Giroud    |       | 85' |
| Schimbări:       |    |                   |       |     |
| MF               | 15 | Steven Nzonzi     |       | 85' |
| MF               | 12 | Corentin Tolisso  |       | 86' |
| Manager:         |    |                   |       |     |
| Didier Deschamps |    |                   |       |     |

| GK               | 1  | Thibaut Courtois  |       |       |
| CB               | 2  | Toby Alderweireld | 71'   |       |
| CB               | 4  | Vincent Kompany   |       |       |
| CB               | 5  | Jan Vertonghen    | 90+4' |       |
| DM               | 6  | Axel Witsel       |       |       |
| CM               | 19 | Mousa Dembélé     |       | 60'   |
| CM               | 8  | Marouane Fellaini |       | 80'   |
| RM               | 22 | Nacer Chadli      |       | 90+1' |
| LM               | 7  | Kevin De Bruyne   |       |       |
| CF               | 9  | Romelu Lukaku     |       |       |
| CF               | 10 | Eden Hazard (c)   | 63'   |       |
| Schimbări:       |    |                   |       |       |
| FW               | 14 | Dries Mertens     |       | 60'   |
| MF               | 11 | Yannick Carrasco  |       | 80'   |
| FW               | 21 | Michy Batshuayi   |       | 90+1' |
| Manager:         |    |                   |       |       |
| Roberto Martínez |    |                   |       |       |

| Omul meciului: Samuel Umtiti (Franța) Arbitrii asistenți: Nicolás Tarán (Uruguay) Mauricio Espinosa (Uruguay) Al patrulea oficial: César Arturo Ramos (Mexic) Al cincelea oficial: Marvin Torrentera (Mexic) Arbitru asistent video: Massimiliano Irrati (Italia) Arbitrii asistenți ai arbitrului video: Mauro Vigliano (Argentina) Roberto Díaz Pérez (Spania) Paolo Valeri (Italia) |

### Croația vs Anglia
Echipele s-au confruntat reciproc în șapte meciuri anterioare, care includ două meciuri jucate în Grupa 6 de calificare pentru Campionatul Mondial din 2010, Anglia câștigând în ambele ocazii, 4 – 1 și 5 – 1.
Rezumat
Croația este a doua echipă calificată în finala Campionatului Mondial 2018, după ce a învins Anglia cu 2-1 după prelungiri în penultimul act. Trupa lui Zlatko Dalic a fost condusă pentru a 3-a oară consecutiv în fazele eliminatorii, dar cu toate astea s-a calificat mai departe. Anglia a deschis scorul încă din minutul 5 prin Kiren Trippier, fundașul dreapta care a executat impecabil o lovitură liberă din apropierea careului lui Subasic. Englezii au mai avut o șansă imensă de gol înainte de pauză prin Harry Kane, dar golgheterul turneului final a ratat incredibil. Ivan Perisic a adus egalarea în minutul 68 al partidei de pe Lujniki Stadium după o centrare perfectă venită din partea lui Sime Vrsaljko. Perisic a lovit bara peste doar câteva minute, iar meciul avea să se decidă în prelungirile partidei. Mario Mandzukic, atacantul lui Juventus, a dat lovitura de grație în minutul 110, iar trupa lui Zlatko Dalic va juca în finala Campionatului Mondial 2018.
| Croația                    | 2 - 1 (d.p.) (0 - 1,1 - 1,2 - 1) | Anglia      |
| -------------------------- | -------------------------------- | ----------- |
| Perišić 68' Mandžukić 109' | Report                           | Trippier 5' |

| Croația | Anglia |

| GK           | 23 | Danijel Subašić  |     |      |
| RB           | 2  | Šime Vrsaljko    |     |      |
| CB           | 6  | Dejan Lovren     |     |      |
| CB           | 21 | Domagoj Vida     |     |      |
| LB           | 3  | Ivan Strinić     |     | 95'  |
| CM           | 7  | Ivan Rakitić     |     |      |
| CM           | 11 | Marcelo Brozović |     |      |
| RW           | 18 | Ante Rebić       | 96' | 101' |
| AM           | 10 | Luka Modrić (c)  |     | 119' |
| LW           | 4  | Ivan Perišić     |     |      |
| CF           | 17 | Mario Mandžukić  | 48' | 115' |
| Schimbări:   |    |                  |     |      |
| DF           | 22 | Josip Pivarić    |     | 95'  |
| FW           | 9  | Andrej Kramarić  |     | 101' |
| DF           | 5  | Vedran Ćorluka   |     | 115' |
| MF           | 19 | Milan Badelj     |     | 119' |
| Manager:     |    |                  |     |      |
| Zlatko Dalić |    |                  |     |      |

| GK               | 1  | Jordan Pickford  |     |      |
| CB               | 2  | Kyle Walker      | 54' | 112' |
| CB               | 5  | John Stones      |     |      |
| CB               | 6  | Harry Maguire    |     |      |
| DM               | 8  | Jordan Henderson |     | 97'  |
| CM               | 20 | Dele Alli        |     |      |
| CM               | 7  | Jesse Lingard    |     |      |
| RM               | 12 | Kieran Trippier  |     |      |
| LM               | 18 | Ashley Young     |     | 91'  |
| CF               | 10 | Raheem Sterling  |     | 74'  |
| CF               | 9  | Harry Kane (c)   |     |      |
| Schimbări:       |    |                  |     |      |
| FW               | 19 | Marcus Rashford  |     | 74'  |
| DF               | 3  | Danny Rose       |     | 91'  |
| MF               | 4  | Eric Dier        |     | 97'  |
| FW               | 11 | Jamie Vardy      |     | 112' |
| Manager:         |    |                  |     |      |
| Gareth Southgate |    |                  |     |      |

| Omul meciului: Ivan Perišić (Croația) Arbitrii asistenți: Bahattin Duran (Turcia) Tarık Ongun (Turcia) Al patrulea oficial: Björn Kuipers (Olanda) Al cincelea oficial: Sander van Roekel (Olanda) Arbitru asistent video: Danny Makkelie (Olanda) Arbitrii asistenți ai arbitrului video: Bastian Dankert (Germania) Carlos Astroza (Chile) Felix Zwayer (Germania) |

## Finala mică
Cele două echipe s-au întâlnit în 22 de meciuri, inclusiv trei meciuri la Cupa Mondială, o rundă de optimi la Campionatul Mondial de Fotbal 1990, care s-a încheiat cu 1 – 0 pentru Anglia, un joc în etapa grupelor la Campionatul Mondial de Fotbal 1954, care s-a încheiat cu 4 – 4 și cea mai recentă întâlnire a lor în faza grupelor în 2018 în care Belgia a câștigat cu  1 – 0.
Rezumat
Belgienii au deschis repede scorul. Era minutul 4 când Chadli a centrat în careul advers, iar Meunier i-a luat fața lui Rose și a trimis mingea în plasa porții apărate de Pickford. Pasatorul de gol s-a accidentat în prima repriză și a fost schimbat în minutul 38 cu Vermaelen. Scorul la pauză a fost 1-0, după o repriză fără prea multe faze de poartă.
Englezii au făcut două modificări la pauză. Au intrat Rashford și Lingard în locul colegilor Rose și Sterling. Lukaku a făcut un meci slab și a fost și el înlocuit de Mertens în minutul 60, iar Dembele i-a luat locul lui Tielemans. Belgia a făcut 2-0 în minutl 82. Eden Hazard a intrat cu mingea în careu și a șutat la colțul scurt. Un minut mai târziu, Dele Alli a întrat în locul lui Loftus-Cheek, dar Anglia nu a mai putut face nimic pentru a evita înfrângerea.
| Belgia                   | 2–0 (1 - 0) | Anglia |
| ------------------------ | ----------- | ------ |
| Meunier 4' E. Hazard 82' | Report      |        |

| Belgia | Anglia |

| GK               | 1  | Thibaut Courtois  |       |     |
| CB               | 2  | Toby Alderweireld |       |     |
| CB               | 4  | Vincent Kompany   |       |     |
| CB               | 5  | Jan Vertonghen    |       |     |
| RM               | 15 | Thomas Meunier    |       |     |
| CM               | 17 | Youri Tielemans   |       | 78' |
| CM               | 6  | Axel Witsel       | 90+3' |     |
| LM               | 22 | Nacer Chadli      |       | 39' |
| RF               | 7  | Kevin De Bruyne   |       |     |
| CF               | 9  | Romelu Lukaku     |       | 60' |
| LF               | 10 | Eden Hazard (c)   |       |     |
| Schimbări:       |    |                   |       |     |
| DF               | 3  | Thomas Vermaelen  |       | 39' |
| FW               | 14 | Dries Mertens     |       | 60' |
| MF               | 19 | Mousa Dembélé     |       | 78' |
| Manager:         |    |                   |       |     |
| Roberto Martínez |    |                   |       |     |

| GK               | 1  | Jordan Pickford    |     |     |
| CB               | 16 | Phil Jones         |     |     |
| CB               | 5  | John Stones        | 52' |     |
| CB               | 6  | Harry Maguire      | 77' |     |
| DM               | 4  | Eric Dier          |     |     |
| CM               | 21 | Ruben Loftus-Cheek |     | 84' |
| CM               | 17 | Fabian Delph       |     |     |
| RM               | 12 | Kieran Trippier    |     |     |
| LM               | 3  | Danny Rose         |     | 46' |
| CF               | 10 | Raheem Sterling    |     | 46' |
| CF               | 9  | Harry Kane (c)     |     |     |
| Schimbări:       |    |                    |     |     |
| MF               | 7  | Jesse Lingard      |     | 46' |
| FW               | 19 | Marcus Rashford    |     | 46' |
| MF               | 20 | Dele Alli          |     | 84' |
| Manager:         |    |                    |     |     |
| Gareth Southgate |    |                    |     |     |

| Omul meciului: Eden Hazard (Belgia) Arbitrii asistenți: Reza Sokhandan (Iran) Mohammadreza Mansouri (Iran) Al patrulea oficial: Malang Diedhiou (Senegal) Al cincelea oficial: Djibril Camara (Senegal) Arbitru asistent video: Mark Geiger (Statele Unite) Arbitrii asistenți ai arbitrului video: Bastian Dankert (Germania) Joe Fletcher (Canada) Paolo Valeri (Italia) |

## Finala
Meciul este a șasea reuniune între Franța și Croația, cu Franța neînvinsă în întâlnirile anterioare cu trei victorii și două egaluri. Cele două părți s-au întâlnit prima dată în semifinale la Campionatul Mondial de Fotbal 1998, cu gazdele Franța câștigătoare cu 2-1. Singura lor reuniune competitivă a fost în grupele Campionatului European de Fotbal din 2004, care s-a terminat cu 2-2. Cea mai recentă întâlnire a fost în martie 2011, într-un meci amical, care s-a terminat cu 0-0.
Rezumat
Franța s-a impus în duelul cu Croația din finala Campionatului Mondial 2018, scor 4-2, într-o partidă în care Mario Mandzukic a marcat un gol și un autogol. Pentru trupa pregătită de Didier Deschamps au mai marcat Antoine Griezmann, Paul Pogba și Kylian Mbappe, în timp ce Perisic a înscris pentru echipa croată.
Autogolul lui Mandzukic a deschis seria golurilor în minutul 18, înainte ca Ivan Perisic să egaleze scorul în minutul 28. Antoine Griezmann a readus naționala Franței în avantaj în minutul 38, după o lovitură de la 11 metri obținută în urma unui henț comis de către Perisic. Paul Pogba și Kylian Mbappe au majorat avantajul în minutele 59 și 65 cu două reușite individuale superbe, înainte ca Hugo Lloris să comită o gafă imensă de care a profitat Mario Mandzukic, cel care a marcat ultimul gol al Campionatului Mondial 2018.
| Franța                                                         | 4 – 2 (2 - 1) | Croația                   |
| -------------------------------------------------------------- | ------------- | ------------------------- |
| Mandžukić 19' (o.g.) Griezmann 38' (pen.) Pogba 59' Mbappé 65' | Report        | Perišić 29' Mandžukić 69' |

| Franța | Croația |

| GK               | 1  | Hugo Lloris (c)   |     |     |
| RB               | 2  | Benjamin Pavard   |     |     |
| CB               | 4  | Raphaël Varane    |     |     |
| CB               | 5  | Samuel Umtiti     |     |     |
| LB               | 21 | Lucas Hernández   | 41' |     |
| CM               | 6  | Paul Pogba        |     |     |
| CM               | 13 | N'Golo Kanté      | 27' | 55' |
| RW               | 10 | Kylian Mbappé     |     |     |
| AM               | 7  | Antoine Griezmann |     |     |
| LW               | 14 | Blaise Matuidi    |     | 73' |
| CF               | 9  | Olivier Giroud    |     | 81' |
| Schimbări:       |    |                   |     |     |
| MF               | 15 | Steven N'Zonzi    |     | 55' |
| MF               | 12 | Corentin Tolisso  |     | 73' |
| FW               | 18 | Nabil Fekir       |     | 81' |
| Manager:         |    |                   |     |     |
| Didier Deschamps |    |                   |     |     |

| GK           | 23 | Danijel Subašić  |       |     |
| RB           | 2  | Šime Vrsaljko    | 90+2' |     |
| CB           | 6  | Dejan Lovren     |       |     |
| CB           | 21 | Domagoj Vida     |       |     |
| LB           | 3  | Ivan Strinić     |       | 82' |
| CM           | 7  | Ivan Rakitić     |       |     |
| CM           | 11 | Marcelo Brozović |       |     |
| RW           | 18 | Ante Rebić       |       | 71' |
| AM           | 10 | Luka Modrić (c)  |       |     |
| LW           | 4  | Ivan Perišić     |       |     |
| CF           | 17 | Mario Mandžukić  |       |     |
| Schimbări:   |    |                  |       |     |
| FW           | 9  | Andrej Kramarić  |       | 71' |
| MF           | 20 | Marko Pjaca      |       | 82' |
| Manager:     |    |                  |       |     |
| Zlatko Dalić |    |                  |       |     |

| Omul meciului: Antoine Griezmann (Franța) Arbitrii asistenți: Hernán Maidana (Argentina) Juan Pablo Belatti (Argentina) Al patrulea oficial: Björn Kuipers (Olanda) Al cincelea oficial: Erwin Zeinstra (Olanda) Arbitru asistent video: Massimiliano Irrati (Italia) Arbitrii asistenți ai arbitrului video: Mauro Vigliano (Argentina) Carlos Astroza (Chile) Danny Makkelie (Olanda) |